# 普羅克托 (蒙大拿州)
普羅克托（英語：Proctor）是位於美國蒙大拿州萊克縣的非建制地區。

## 歷史
普羅克托的郵局自1910年營運至今。

## 地理
普羅克托所處的海拔為高於海平面965米（即3166英呎），而該地所採用的時區為UTC-6，即北美山地時區（MST）。同時該地設有夏令時間，為UTC-7調快一小時，即UTC-6（MDT）。